# Земля Палмера
Земля Палмера (англ. Palmer Land) — южная часть Антарктического полуострова, между Землёй Грейама и Землёй Элсуэрта.

До 1964 года на американских картах так назывался весь Антарктический полуостров.

## Название
Земля названа в честь американского капитана Натаниэля Палмера, который исследовал район Антарктического полуострова в 1820−1821 годах.

## Расположение и границы
Земля Палмера расположена на юге Антарктического полуострова, в его основании.
- Северная граница — граница с Землёй Грейама, условная линия между мысами Джереми[англ.] на западе и Агассиз[англ.] на востоке.
- Западная граница — пролив Георга VI, отделяющий Землю Палмера от Земли Александра I. Пролив покрыт шельфовым ледником Георга VI[англ.].
- Восточная граница — море Уэдделла и шельфовый ледник Ронне.
- Южная граница — Земля Элсуэрта. Есть несколько вариантов разграничения земель Палмера и Элсуэрта:

1. Прямая линия от фьорда Карлсона[англ.] (78°0' ю.ш., 78°30' з.д.) и далее по меридиану 80° з.д. до моря Беллинсгаузена[1]. Это также восточная граница Британской Антарктической территории.
2. По границе Антарктического полуострова: это условная линия от мыса Адамс[англ.] (75°40' ю.ш., 62°20' з.д.) до точки 73°24' ю.ш., 72°00'з.д.[2]
3. Воображаемая линия, соединяющая полуостров Рюдберга[англ.] (73° ю.ш., 80° з.д.) и линию налегания ледника Эванса[англ.] (76°34' ю.ш., 75°00' з. д.)[3].

## Рельеф
Рельеф региона — высокогорный. Земля покрыта массивными ледниками, за исключением самых высоких пиков и скал, некоторые из которых образуют свободные ото льда участки береговой линии моря Уэдделла. Северную часть Земли Палмера занимает плато Дайера.

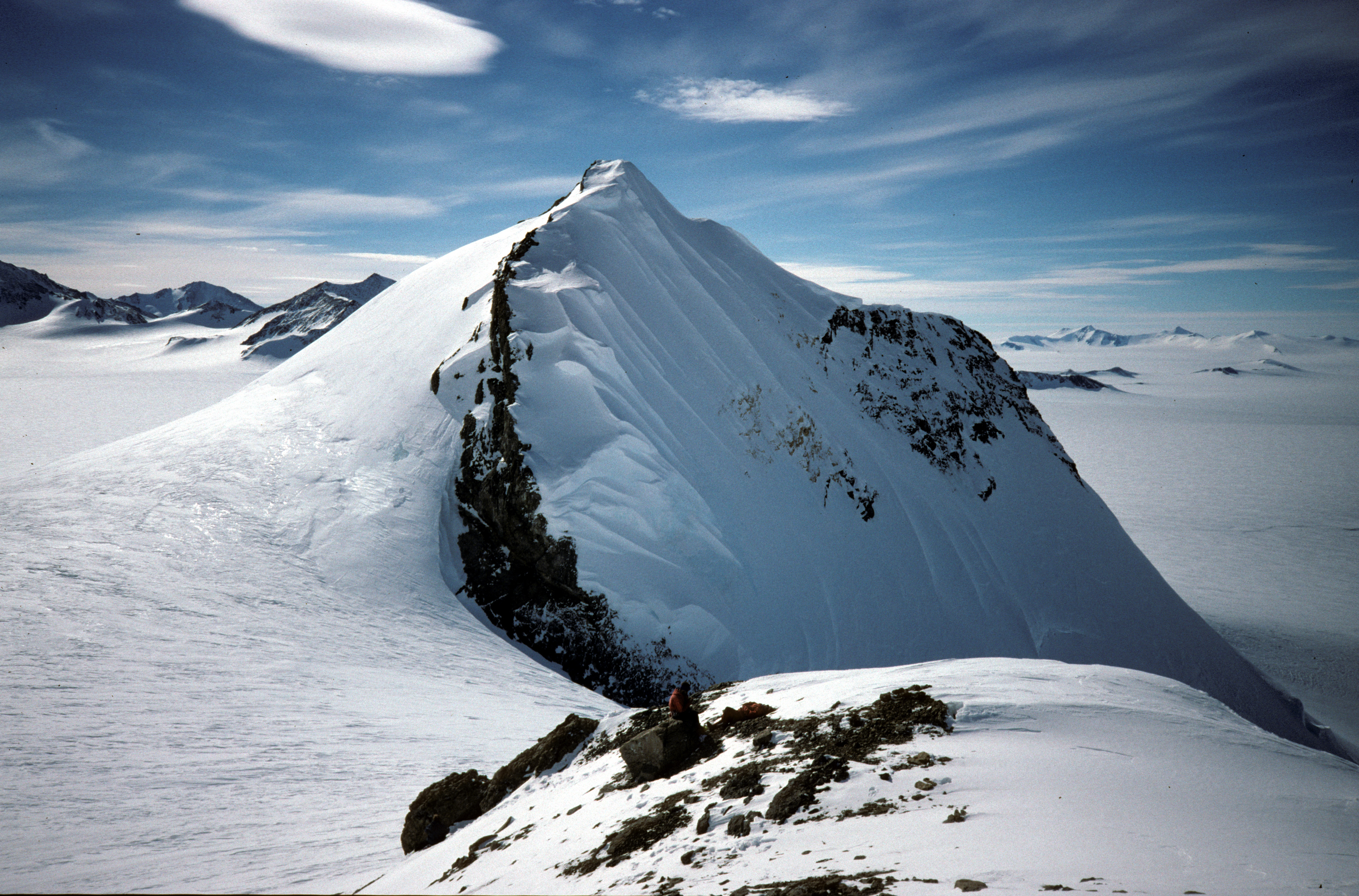
гора Джексон

Основные горные хребты: хребет Вечности, горы Сьюарда, горы Суини, горы Гутенко, горы Лэтэди, Пегасовы горы.

Высочайшие вершины: гора Джексон (3184 м, самая высокая на Антарктическом полуострове), гора Надежды (2860 м), гора Милосердия.

Берега: Уилкинса, Блэка, Ласситера, Орвилля, Инглиша.

Шельфовые ледники: Ларсена, Ронне,  Георга VI.

## Геология
На Земле Палмера были обнаружены такие минералы как магнетит, гематит, лимонит, пирит, халькопирит и азурит, а также следы золота и серебра.

## Достопримечательности

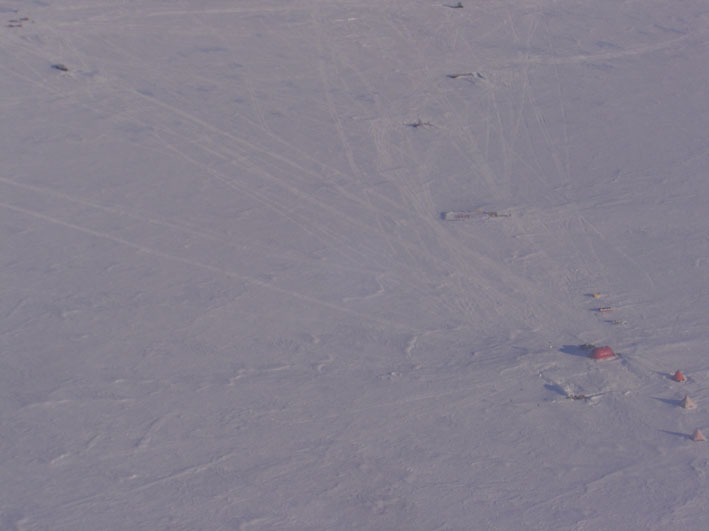
Взлётно-посадочная полоса и полевой лагерь на Скай-Блю

- Скала Альдебаран (англ. Aldebaran Rock, 70°50' ю.ш, 66°41' з.д.) — ярко-красный нунатак, заметно выделяющийся на фоне снега. Расположена в 8 километрах к северо-востоку от Пегасовых гор в западной части Земли Палмера.

Название было утверждено Британским комитетом антарктических топонимов в честь звезды Альдебаран в созвездии Тельца.
Географические объекты по соседству также получили «звёздные» названия: нунатак Тельца, холм Кита, нунатак Фомальгаута, скала Капелла, утёсы Персея и т. д.
- Скай-Блю (англ. Sky-Blu — «Небесная синь», 74°51' ю.ш., 71°34' з.д.) — зона голубого льда, расположенная рядом с нунатаком Скай-Хай[англ.]. Используется в качестве взлётно-посадочной полосы Британской антарктической службой[англ.].

## Территориальные претензии
По договору об Антарктике Земля Палмера, как и другие территории южнее 60-й параллели, не принадлежит ни одному государству.
Тем не менее, на эту территорию претендуют Великобритания, Чили и Аргентина. Земля Палмера полностью входит в Британскую Антарктическую территорию и Чилийскую Антарктику, большей частью в Аргентинскую Антарктику.